# Chiesa della Moltiplicazione dei pani
La chiesa della Moltiplicazione dei pani è un luogo di culto cattolico di Tabga, in Galilea, nello Stato di Israele, nei pressi delle rive del lago di Tiberiade.
Essa fa riferimento all'episodio evangelico della moltiplicazione dei pani e dei pesci compiuta da Gesù sulle rive del lago di Tiberiade (cfr. Giovanni 6,1-15).
Il luogo, come quello della chiesa del Primato di Pietro, è attestato dal diario della pellegrina Egeria (380 ca.), che parla di
Gli scavi archeologici hanno confermato la descrizione di Egeria; gli scavi compiuti nel 1932 hanno portato alla luce le fondazioni di una chiesa bizantina a tre navate; quelli del 1936 i resti di un edificio sacro più piccolo e più antico (databile al IV secolo). Sopra questo piccolo edificio fu costruita la basilica d'epoca bizantina, con uno stupendo pavimento in mosaico ancora oggi visibile; essa fu distrutta, come la maggior parte delle chiese cristiane di Palestina, con l'invasione persiana del 614.
La chiesa attuale è di recente costruzione (1980-1982), e oltre al mosaico antico, conserva anche la pietra di cui parla Egeria sotto l'altare attuale. Essa è di proprietà dei monaci benedettini tedeschi.

Chiesa della Moltiplicazione dei pani
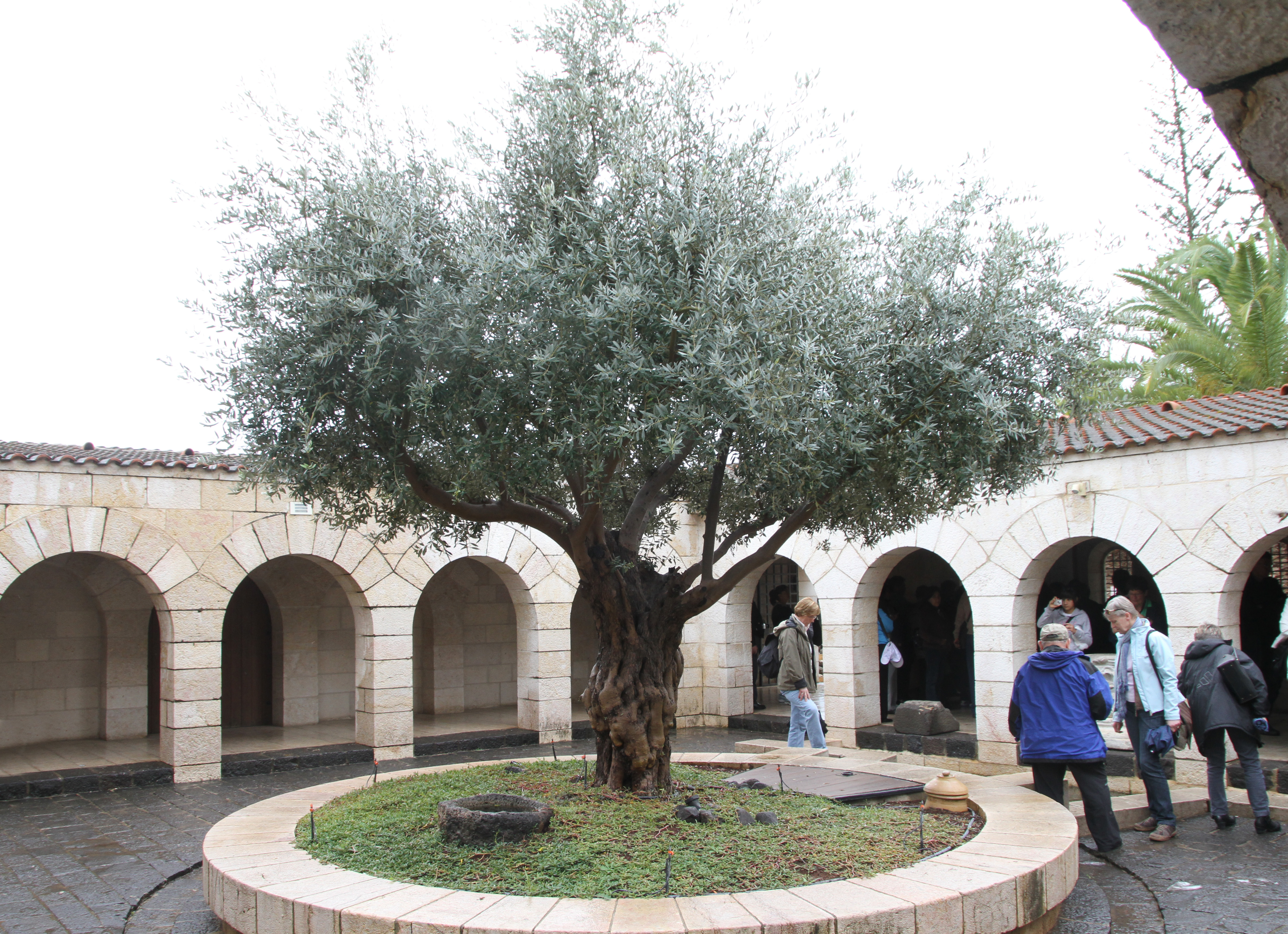
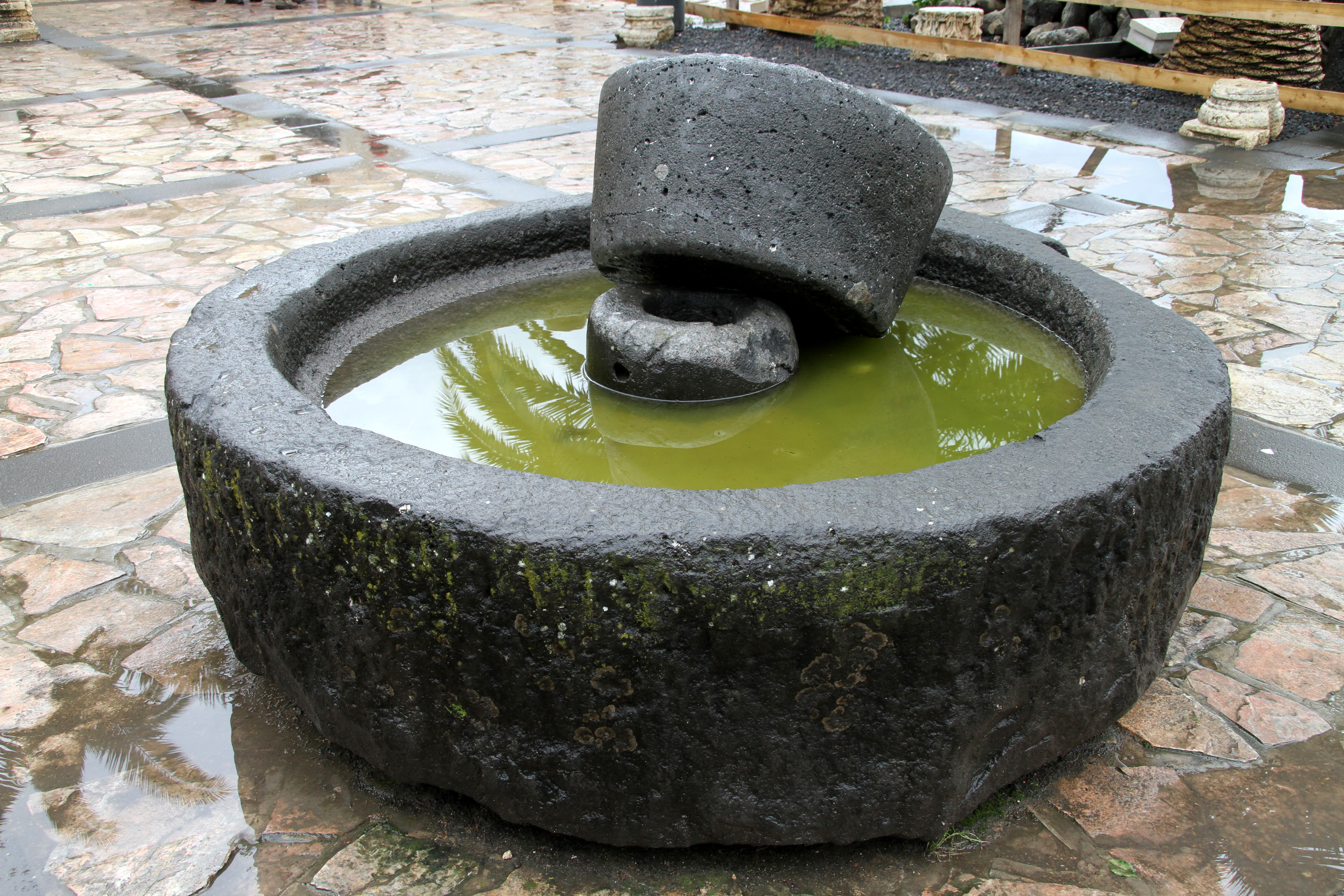
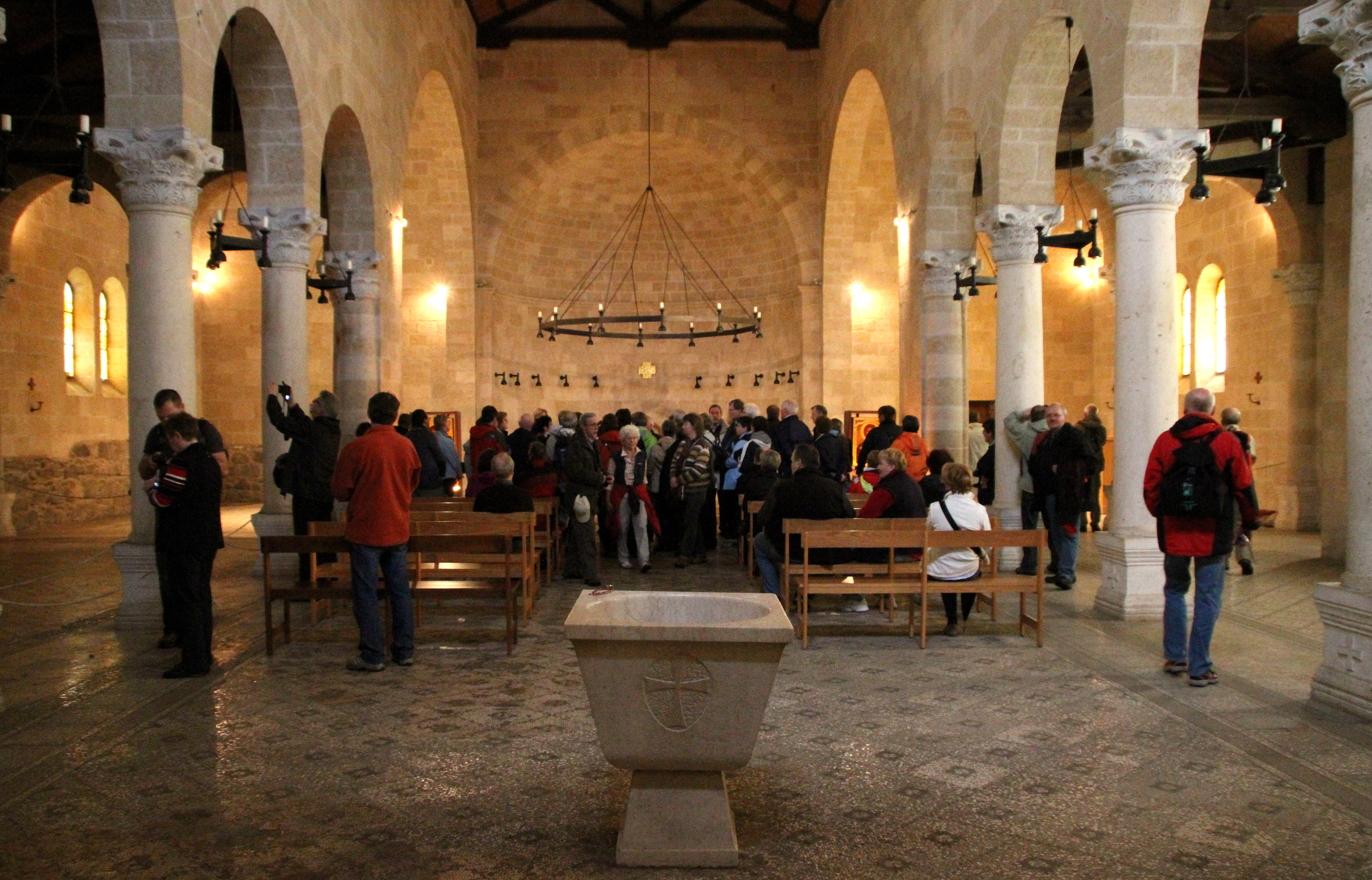
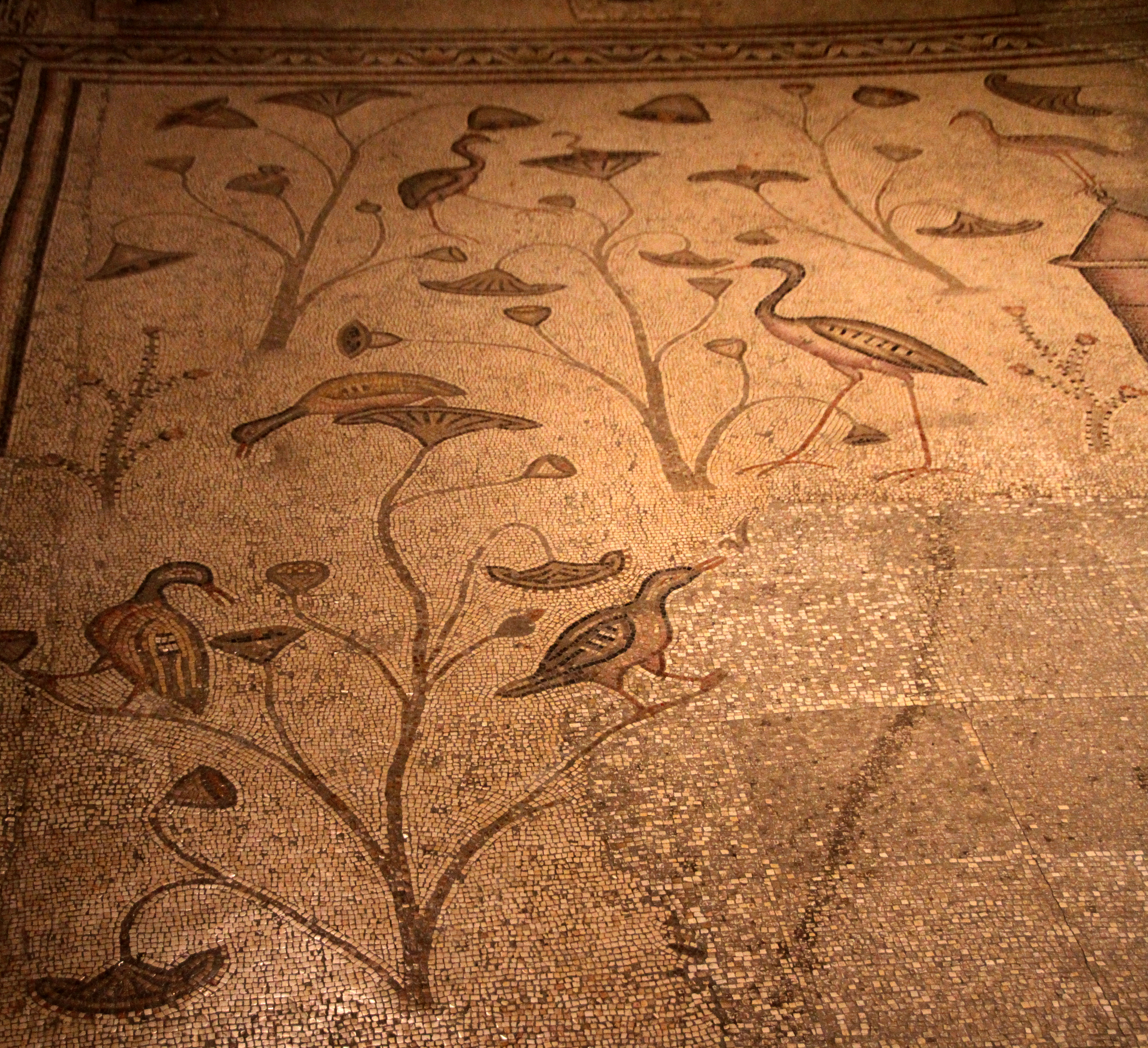
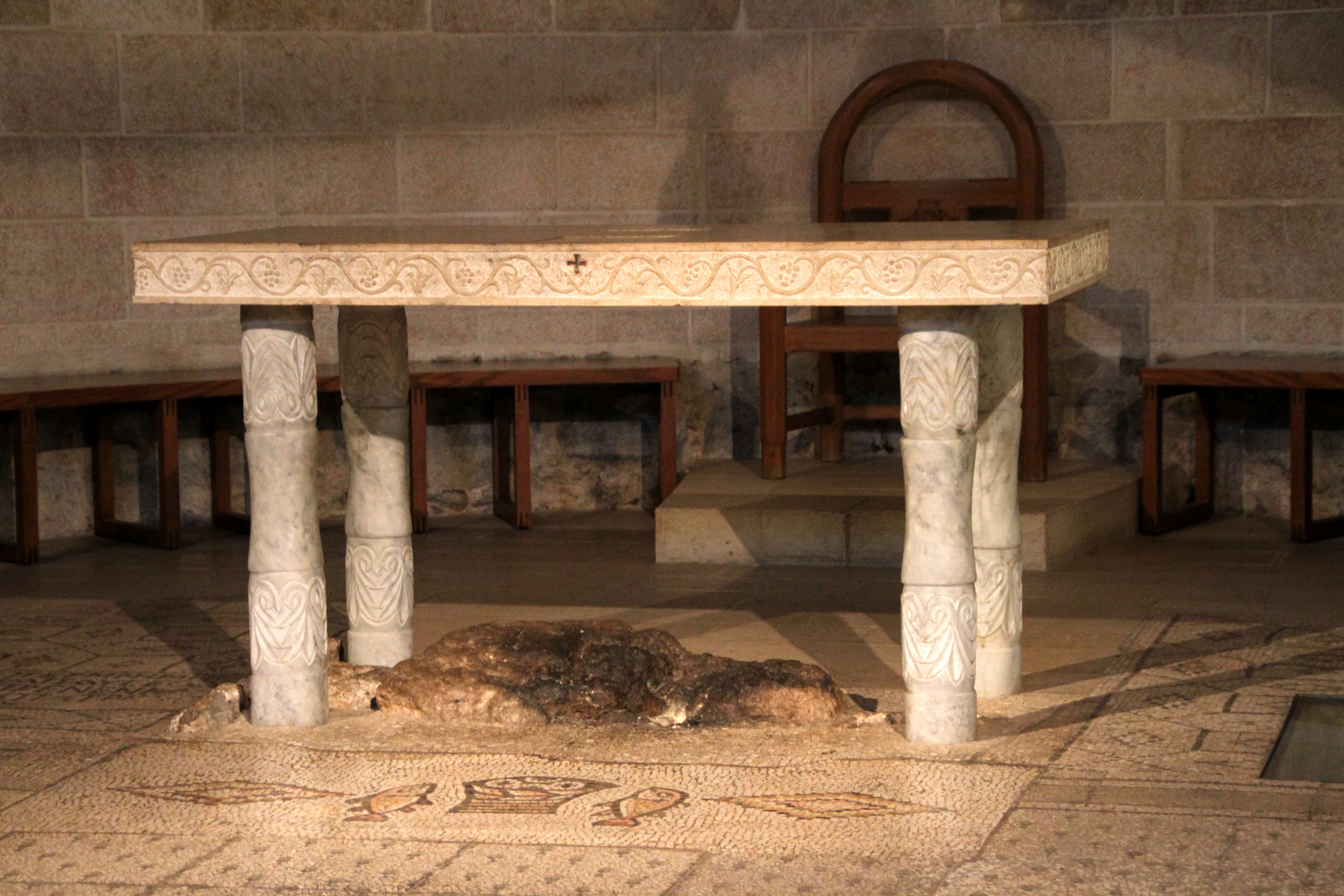